# Región de Mtwara
Mtwara es una de las treintaiuna regiones administrativas en las que se encuentra dividida la República Unida de Tanzania. Su capital es la ciudad de Mtwara.

## Localización
Se ubica en el sureste del país y tiene los siguientes límites:
| Noroeste: Región de Lindi                 | Norte: Región de Lindi                     | Noreste: Océano Índico                         |
| Oeste: Región de Ruvuma                   |                                            | Este: Océano Índico                            |
| Suroeste: Provincia de Niassa, Mozambique | Sur: Provincia de Cabo Delgado, Mozambique | Sureste: Provincia de Cabo Delgado, Mozambique |

## Subdivisiones
Esta región se encuentra subdividida internamente en 7 valiatos (población en 2012):
- Masasi (247 993 habitantes)
- Ciudad de Masasi (102 696 habitantes)
- Mtwara (228 003 habitantes)
- Ciudad de Mtwara (108 299 habitantes)
- Nanyumbu (150 857 habitantes)
- Newala (205 492 habitantes)
- Tandahimba (227 514 habitantes)

## Territorio y población
La región de Mtwara tiene una extensión de 16.710 kilómetros cuadrados. Su población, según el censo de 2022, es de 1.634.947 personas. La densidad poblacional es de 97,8 habitantes por kilómetro cuadrado.